# Neil Patrick Harris
Neil Patrick Harris (ur. 15 czerwca 1973 w Albuquerque) – amerykański aktor, scenarzysta, producent filmowy, reżyser, piosenkarz, iluzjonista, komik i prezenter telewizyjny.
Rozpoznawalność zapewniły mu przede wszystkim telewizyjne role komediowe. Wystąpił jako tytułowy bohater serialu medycznego ABC Doogie Howser, lekarz medycyny (1989–1993), Barney Stinson w sitcomie CBS Jak poznałem waszą matkę (2005–2014, za co był nominowany do czterech nagród Emmy) i Hrabia Olaf w Serii niefortunnych zdarzeń (2017–2019). Był jedną ze stu najbardziej wpływowych osób na świecie w roku 2010 według tygodnika „Time”.
15 września 2011 otrzymał własną gwiazdę w Alei Gwiazd w Los Angeles znajdującą się przy 6243 Hollywood Boulevard.

## Życiorys

### Wczesne lata
Urodził się w Albuquerque w Nowym Meksyku jako syn Sheili Gail (z domu Scott) i Ronalda „Rona” Gene’a Harrisa. Jego rodzina miała pochodzenie angielskie, szkockie i niemieckie. Jego rodzice byli prawnikami i prowadzili restaurację. Dorastał w Ruidoso w hrabstwie Lincoln w Nowym Meksyku. Uczęszczał do La Cueva High School w Albuquerque, szkoły publicznej, którą ukończył z wyróżnieniem w 1991.

### Kariera

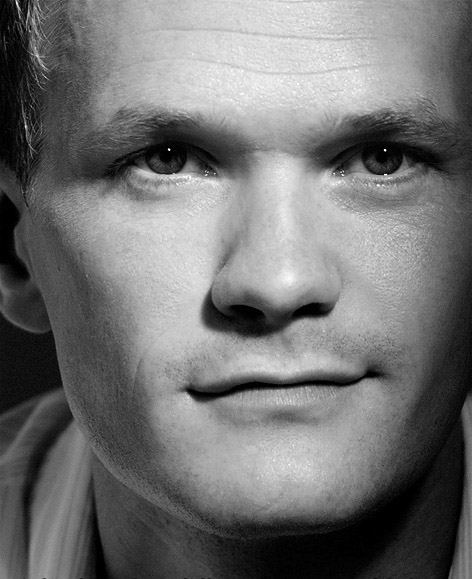
Neil Patrick Harris (2003)

Karierę aktorską rozpoczął jako dziecko. Wystąpił w szkolnej produkcji jako Toto w Czarnoksiężniku z Krainy Oz i został odkryty na obozie teatralnym w Las Cruces w Nowym Meksyku przez dramaturga Marka Medoffa, który później obsadził go w roli nastoletniego Davida Harta w dramacie Roberta Mulligana Serce Clary (Clara’s Heart, 1988) u boku Whoopi Goldberg i Michaela Ontkeana. Debiutancka rola przyniosła mu nominację do Złotego Globu i Young Artist Award. Wkrótce wystąpił w roli Billy’ego Johnsona w komedii fantastycznej dla dzieci Purpurowy pożeracz ludzi (Purple People Eater, 1988).
W latach 1989–1993 grał tytułowego bohatera w serialu stacji ABC pt. Doogie Howser, lekarz medycyny (Doogie Howser, M.D.). Za rolę 16-letniego lekarza zdobył nominację do nagrody Złotego Globu. Pojawiał się także gościnnie w serialach telewizyjnych, w tym ABC B.L. Stryker (1989) obok Burta Reynoldsa, Roseanne (1992), NBC Zagubiony w czasie (Quantum Leap, 1993) i Napisała: Morderstwo (Murder, She Wrote, 1993). W serialu animowanym Max i szczurza ferajna (Capitol Critters, 1992-95) użyczył głosu Maxowi. Wystąpił jako Henry McNeeley w sitcomie Zakręcony (Stark Raving Mad, 1999–2000).

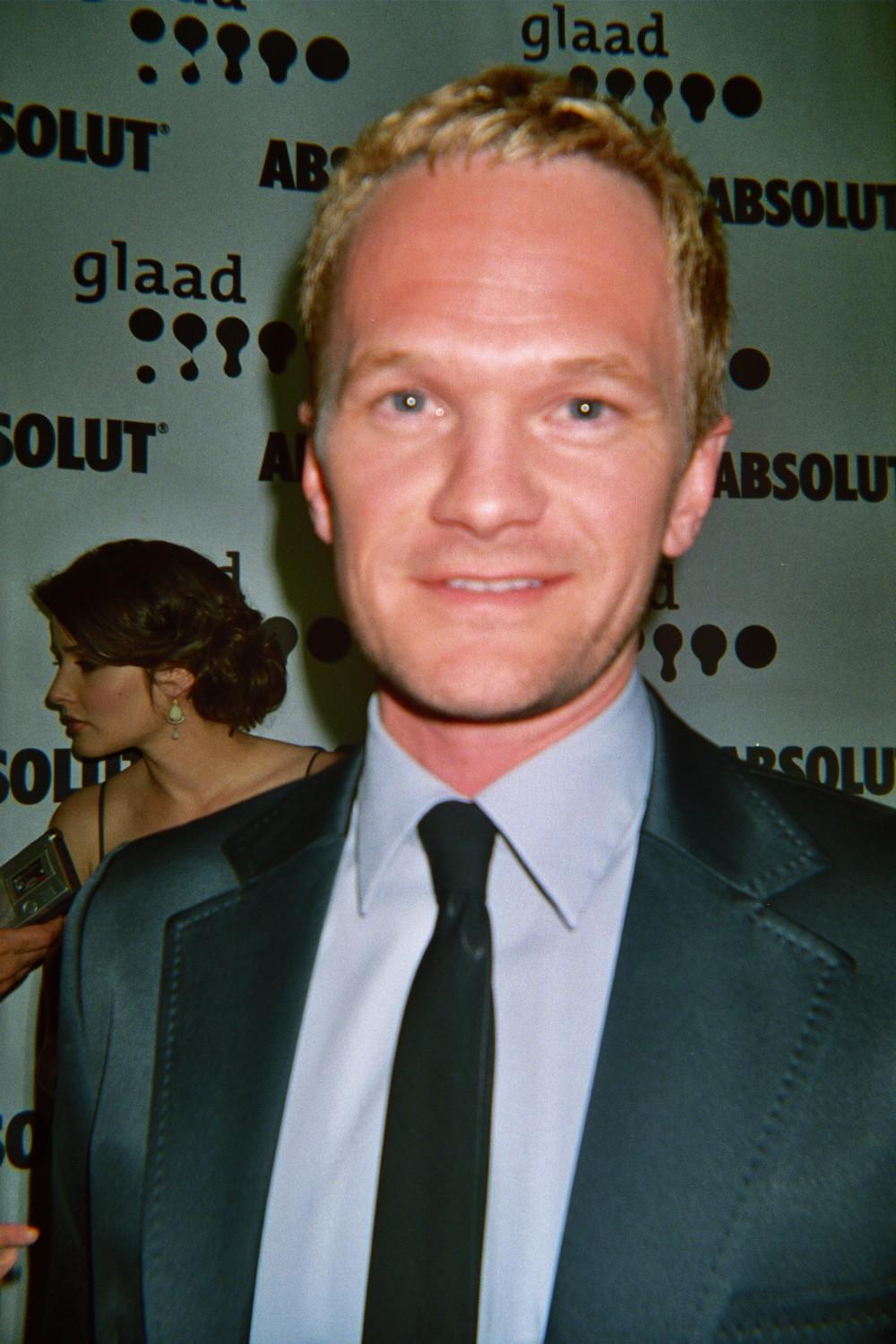
Neil Patrick Harris na gali rozdania nagród GLAAD, 2007

W 1995 zadebiutował na scenie Off-Broadwayu jako Lester Price w sztuce Szczęście, zryw i cnota (Luck, Pluck, and Virtue) u boku Siobhan Fallon Hogan. W 1997 odniósł sukces dzięki roli Marka Cohena w musicalu Jonathana Larsona Rent (Czynsz). Potem w Old Globe Theatre w Balboa Park w San Diego wystąpił jako Romeo Montague w Romeo i Julia (1998). W kolejnych latach zagrał: Tobiasa Ragga w Sweeney Todd Stephena Sondheima w San Francisco Symphony Orchestra (2001). Na Broadwayu wystąpił w roli Hala w Dowodzie (Proof) w Manhattan Theatre Club (2002), biseksualnego Emcee’ego w Kabarecie (Cabaret) Christophera Isherwooda w Stephen Sondheim Theatre (2003) i Lee Harveya Oswalda/Balladeera w Zabójcach (Assassins) w Roundabout Theatre (2004). Zagrał młodego Antona/Burta Sarrisa w The Paris Letter w Roundabout Theatre (2004), Jona w Tick, Tick... Boom! w Menier Chocolate Factory (2005), Chrisa Kellera w Wszyscy moi synowie (All My Sons) Arthura Millera (2006), Wolfganga Amadeusa Mozarta w Amadeuszu Petera Shaffera w Hollywood Bowl (2006) i Roberta w Spółce (Company) w New York Philharmonic (2011).
W 2005 wcielił się w postać Barneya Stinsona w serialu komediowym stacji CBS Jak poznałem waszą matkę (How I Met Your Mother). Rola okazała się przełomową w jego karierze, zapewniła mu m.in. zdobycie statuetki Critics’ Choice Television Award.
W 2014 otrzymał Tony Award i Drama Desk Award dla najlepszego aktora musicalowego za rolę Hedwig (drag queen z Berlina Wschodniego) w spektaklu Hedwig and the Angry Inch (Cal do szczęścia) w Belasco Theatre.
Wyreżyserował show Nothing to Hide (Nic do ukrycia), w którym wykonywał karciane sztuczki. Wątek ten pojawił się także w kilku odcinkach serialu Jak poznałem waszą matkę. Zdarza mu się występować w hollywoodzkim Magic Castle, klubie magików i sympatyków magii.
22 lutego 2015 był gospodarzem 87. ceremonii wręczenia Oscarów odbywającej się w Dolby Theatre w Los Angeles. W trakcie gali poruszył światowe media wyjściem na scenę w samej bieliźnie.

## Życie prywatne

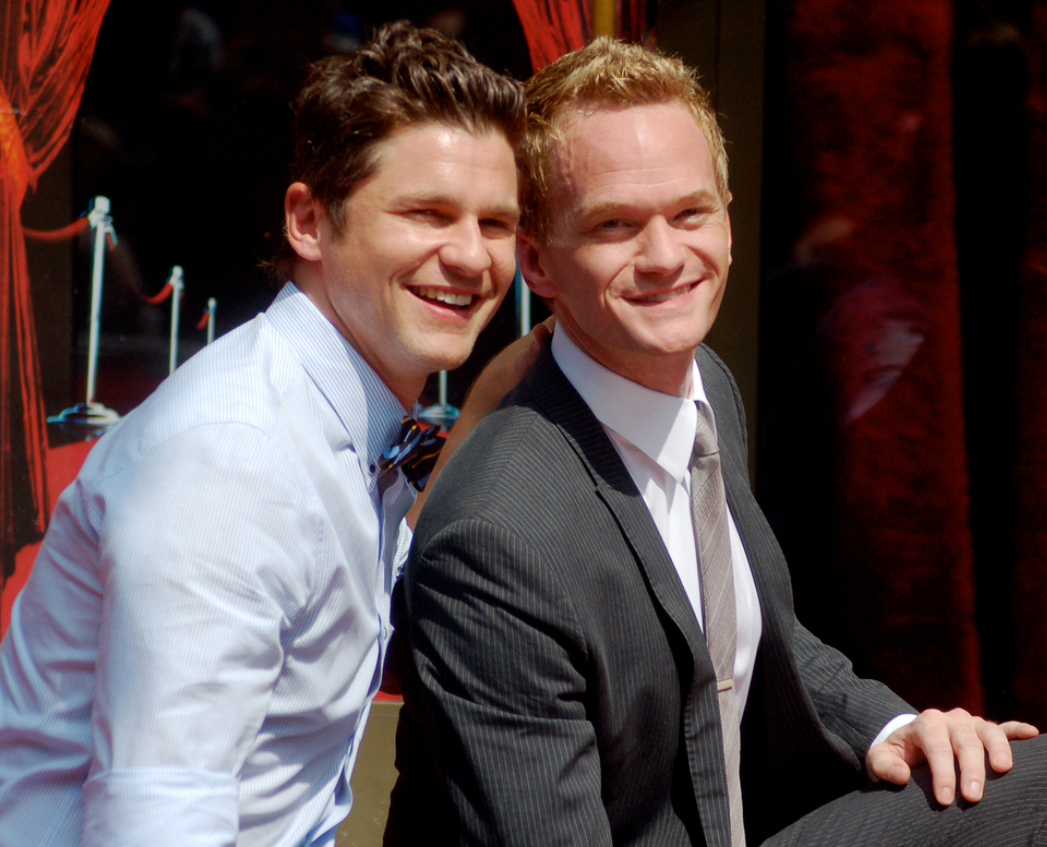
Neil Patrick Harris i David Burtka na ceremonii odsłonięcia gwiazdy Harrisa w Alei Gwiazd w Los Angeles, 2011

W listopadzie 2006 na łamach magazynu „People” publicznie oświadczył, że jest gejem i od 2003 żyje w związku z aktorem, Davidem Burtką. 12 października 2010 matka zastępcza urodziła parze: syna, Gideona Scotta, i córkę, Harper Grace. 24 czerwca 2011 panowie ogłosili zaręczyny. 6 września 2014 w Perugii zawarli związek małżeński.
W satyrycznym filmie Harold i Kumar: Spalone święta, w którym Harris grał siebie samego, wyśmiał swój związek z Burtką, twierdząc, że „jest on wymyślony tylko po to, by mógł poznać więcej kobiet”.
Serwis internetowy Middle Eastern Broadcasting Center, pierwszej prywatnej arabskiej telewizji satelitarnej, umieścił aktora na swojej „Gejowskiej liście wstydu”.

## Filmografia

### Filmy fabularne
- 1988: Serce Clary – David Hart
- 1988: Purpurowy pożeracz ludzi – Billy Johnson
- 1988: Too Good to Be True – Danny Harland
- 1989: Miasteczko Cold Sassy – Will Tweedy (narrator)
- 1989: Rodzinne pojednanie – Lonnie Tibbetts
- 1991: Obcy w rodzinie – Steve Thompson
- 1993: W gniewie – Brian Hannigan
- 1994: Snowbound: The Jim and Jennifer Stolpa Story – Jim Stolpa
- 1995: Dziedzictwo grzechu – William Coit
- 1995: Moja Antonia – Jimmy Burden
- 1995: To nie nasz syn – Paul Kenneth Keller
- 1995: Uwięziony na poddaszu – Edward Broder
- 1995: Zwierzęcy pokój – Arnold Mosk
- 1997: Żołnierze kosmosu – Carl Jenkins
- 1998: Grzeszna propozycja – Roger Martin
- 1998: Gwiazdkowy prezent – Will Martin
- 1999: Joanna d’Arc – król Karol
- 2000: Układ prawie idealny – David
- 2001: Ślubna suknia – Travis Cleveland
- 2002: Hipnotyzer – Benjamin
- 2002: Tajniak – Lance
- 2004: O dwóch takich, co poszli w miasto – Neil Patrick Harris
- 2005: Cudowna przemiana – Nathan Andrews
- 2008: Dr Horrible's Sing Along Blog – dr Horrible
- 2008: Harold i Kumar uciekają z Guantanamo – Neil Patrick Harris
- 2010: Beastly – Will Fratalli
- 2010: The Best & The Brightest – Jeff
- 2011: Harold i Kumar: Spalone święta – Neil Patrick Harris
- 2011: Muppety – Neil Patrick Harris
- 2011: Smerfy – Patrick Winslow
- 2012: American Pie: Zjazd absolwentów – prezenter tanecznego programu
- 2013: Smerfy 2 – Patrick Winslow
- 2014: Zaginiona dziewczyna – Desi Collins
- 2017: Pomniejszenie – Jeff Lonowski
- 2019: Tatą być jako on sam
- 2021: 8-bitowe święta – Jake Doyle
- 2021: Matrix Zmartwychwstania – Analityk
- 2022: Singiel w Nowym Jorku – Michael Lawson

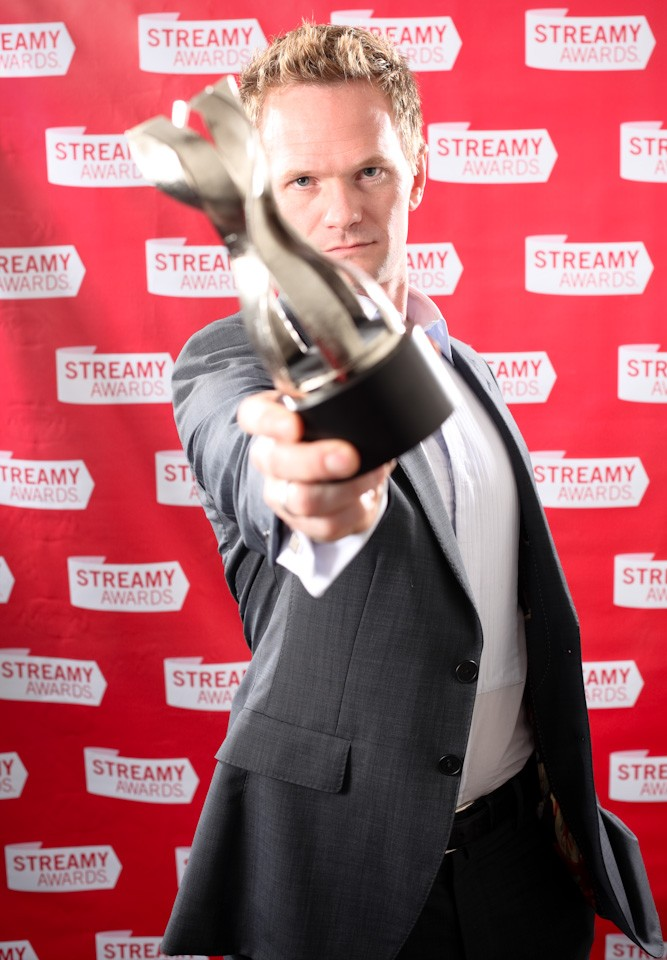
Neil Patrick Harris z nagrodą Streamy, 2009

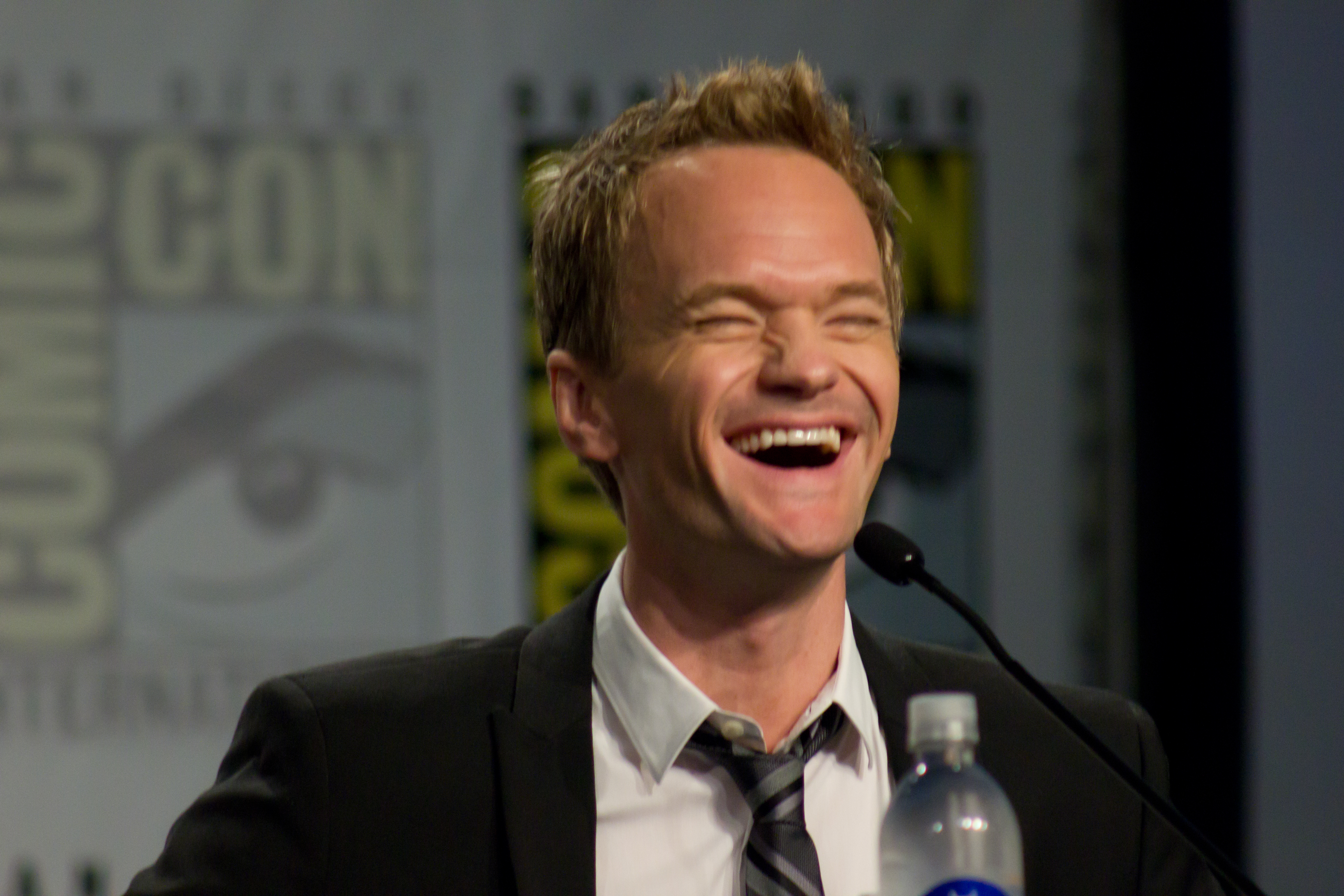
Neil Patrick Harris, 2013

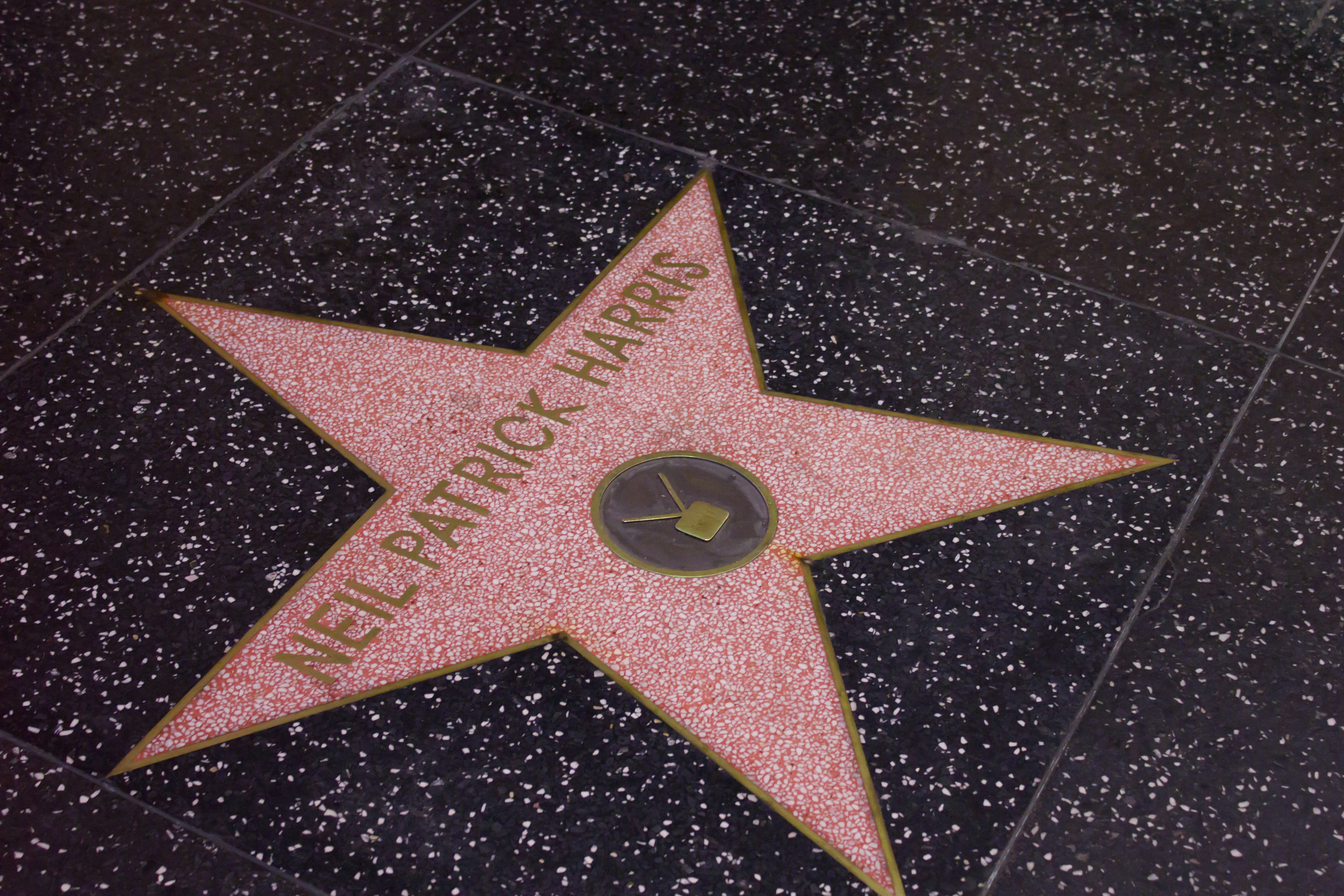
Gwiazda Neila Patricka Harrisa w Alei Gwiazd w Los Angeles

### Seriale TV
- 1989: B.L. – Stryker
- 1989–1993: Doogie Howser, lekarz medycyny – Douglas „Doogie” Howser
- 1991: Blossom – Derek „Charming” Slade
- 1992: Roseanne – Doktor Doogie Howser
- 1993: Napisała: Morderstwo – Tommy Remsen
- 1993: Zagubiony w czasie – Mike Hammond
- 1996: Po tamtej stronie – Howie Morrison
- 1997: Wydział zabójstw Baltimore – Alan Schack
- 1999–2000: Zakręcony – Henry McNeeley
- 2000: Will & Grace – Bill
- 2001: Access Granted
- 2001: Ed – Joe Baxter
- 2001: Nagi patrol – Kochaś
- 2002: Dotyk anioła – Jonas
- 2003: Puls miasta – Peter Corman
- 2004: Prawo i porządek: Zbrodniczy zamiar – John Tagman
- 2005: Jack & Bobby – Profesor Preston Phelps
- 2005–2014: Jak poznałem waszą matkę – Barney Stinson
- 2005: Wzór – Ethan Burdick
- 2008: Dr. Horrible's Sing-Along Blog – Doktor Horrible, Billy
- 2010: Glee – Bryan Ryan
- 2014: American Horror Story: Freak show – sprzedawca kameleonów
- 2017–2018: Seria niefortunnych zdarzeń – Hrabia Olaf

## Dubbing
Filmy
- 2005: The Golden Blaze – komik ze sklepu
- 2008: Liga sprawiedliwych: Nowa granica – Barry Allen
- 2010: Batman: Under The Red Hood – Nightwing

Seriale TV
- 1992: Nowe przygody Kapitana Planety – Todd Andrews
- 1992–1995: Capitol Critters – Max
- 2001: Legenda Tarzana – Moyo
- 2001: Static Shock – Johnny Morrow
- 2002: Liga Sprawiedliwych – Ray Thompson
- 2003: Spider-Man – Spider-Man / Peter Parker
- 2006: Me, Eloise
- 2007: Family Guy – Barney Stinson
- 2008: Ulica Sezamkowa – Fairy Shoeperson
- 2008: Pingwiny z Madagaskaru – Doktor Bulgot
- 2009: Batman: Odważni i bezwzględni – Król Muzyki
- 2009: Robot Chicken – Biznesmen

Gry komputerowe
- 2008: Saints Row 2 – DJ Dziecko po Przejściach
- 2009: Eat Lead: The Return of Matt Hazard – Wallace Wellesly
- 2010: Spider-Man: Shattered Dimensions – Niesamowity Spider-Man
- 2010: Rock of the Dead
- 2013: Saints Row IV – DJ Dziecko po Przejściach

## Dyskografia
Albumy studyjne
- 2001: Evening Primrose
- 2004: Assassins
- 2006: Wall to Wall: Stephen Sondheim
- 2008: Dr. Horrible's Sing-Along Blog
- 2009: Batman: The Brave and the Bold – Mayhem of the Music Meister
- 2014: Hedwig and the Angry Inch

Single
- 2010: „Nothing Suits Me Like a Suit” (z płyty How I Met Your Mother sezon 5)
- 2010: „Dream On” (z udziałem Matthew Morrisona) (z płyty Glee: The Music, Volume 3 Showstoppers)

## Nagrody i nominacje
| Rok  | Grupa                       | Nagroda                                                                                            | Rezultat  | Produkcja                      |
| ---- | --------------------------- | -------------------------------------------------------------------------------------------------- | --------- | ------------------------------ |
| 1989 | Young Artist Awards         | Najlepszy młody aktor Motion Picture - Dramat                                                      | Nominacja | Serce Clary                    |
| 1989 | Złoty Glob                  | Najlepiej zapowiadający się aktor drugoplanowy Motion Picture                                      | Nominacja | Serce Clary                    |
| 1990 | Young Artist Awards         | Najlepszy młody aktor w serialu                                                                    | Wygrana   | Doogie Howser, lekarz medycyny |
| 1991 | Young Artist Awards         | Najlepszy młody aktor w serialu                                                                    | Wygrana   | Doogie Howser, lekarz medycyny |
| 1992 | Young Artist Awards         | Najlepszy młody aktor w serialu                                                                    | Wygrana   | Doogie Howser, lekarz medycyny |
| 1992 | Złoty Glob                  | Najlepiej zapowiadający się aktor w serialu - Komedia/Musical                                      | Nominacja | Doogie Howser, lekarz medycyny |
| 2007 | Teen Choice Awards          | Choice TV Actor: Komedia                                                                           | Nominacja | Jak poznałem waszą matkę       |
| 2007 | Nagroda Emmy                | | Nominacja | Jak poznałem waszą matkę       |
| 2008 | 34th People’s Choice Awards | Ulubiona gwiazda „kradnąca” sceny                                                                  | Nominacja | Jak poznałem waszą matkę       |
| 2008 | Nagroda Emmy                | Outstanding Supporting Actor in a Comedy Series                                                    | Nominacja | Jak poznałem waszą matkę       |
| 2009 | Złoty Glob                  | Najlepiej zapowiadający się aktor drugoplanowy w serialu, miniserialu lub ekranizacji telewizyjnej | Nominacja | Jak poznałem waszą matkę       |
| 2009 | Streamy Award               | Najlepszy aktor w serialu komediowym                                                               | Wygrana   | Dr. Horrible's Sing-Along Blog |